# Loma Larga, Tantoyuca
Loma Larga är en ort i Mexiko.   Den ligger i kommunen Tantoyuca och delstaten Veracruz, i den sydöstra delen av landet, 230 km norr om huvudstaden Mexico City. Loma Larga ligger 180 meter över havet och antalet invånare är 287.
Terrängen runt Loma Larga är huvudsakligen platt. Loma Larga ligger uppe på en höjd. Runt Loma Larga är det ganska tätbefolkat, med 72 invånare per kvadratkilometer. Närmaste större samhälle är Tantoyuca, 8,9 km öster om Loma Larga. Trakten runt Loma Larga består till största delen av jordbruksmark.